# Geronima Pecson
Geronima Tomelden-Pecson (Lingayen, 19 december 1896 - 31 juli 1989) was een Filipijns politica en maatschappelijk leider. Ze was de eerste vrouw die werd gekozen in de Filipijnse Senaat en tevens het eerste Filipijnse lid van de uitvoerende raad van UNESCO.

## Biografie
Geronima werd geboren op 19 december 1896 in barrio Libsong in Lingayen, Pangasinan. Ze was het tweede kind van Victor Tomelden en Pacita Palisoc. Geronima studeerde aan de University of the Philippines en behaalde daar haar Bachelor of Science en Master of Arts-diploma. Na haar afstuderen werkte ze als lerares aan de Manila Highschool en de Ermita Elementary School. Aansluitend was ze schoolhoofd van Soler Intermediate School en de Santa Clara Primary School. Ook doceerde ze aan de Far Eastern University en Centro Escolar University. Pecson was daarnaast actief in vele maatschappelijke organisaties, waaronder het Filipijnse Rode Kruis, de Girl Scouts, de National Federation of Women's Club en Young Women's Christian Organisation (YWCA).
Na de Tweede Wereldoorlog besloot Pecson bij de verkiezingen van 1947 namens de Liberal Party mee te doen aan de senaatsverkiezingen. Ze behaalde het op twee na hoogste aantal stemmen en werd daarmee als eerste vrouw uit de geschiedenis gekozen in de Filipijnse Senaat. In de Senaat werd ze gekozen als voorzitter van de commissies voor onderwijs en voor Gezondheid en Welzijn. Tevens was ze lid van de commissie voor benoemingen en de Senate Electoral Tribunal. Als Senator was ze initiator van diverse belangrijke wetten op het gebied van onderwijs, gezondheidszorg, sociale zekerheid en jeugd. Voorbeelden daarvan zijn de Free and Compulsary Education Act uit 1953, de Vocational Education Act, die gelijke mogelijkheden voor jongen en meisjes regelde; de wet die opleidingsmogelijkheiden voor docenten op kunst- en handelsscholen regelde, de wet die de UP School of forestry veranderde in de UP Department of Forestry. Bij de verkiezingen van 1953 behaalde ze de meeste stemmen van alle kandidaten van de Liberal Party. Ze eindigde daarmee echter op de negende plek, hetgeen net niet voldoende was voor een zetel in de Senaat.
Tevens was ze in die periode voorzitter van Nationale Unesco Commissie van de Filipijnen en werd ze in 1950 als eerste Filipijn en eerste vrouw voor een periode van vier jaar in de uitvoerende raad van UNESCO gekozen. In 1958 volgde een nieuwe termijn van vier jaar. Als UNESCO-lid was ze verantwoordelijk voor opleidingsinstituten in Mexico en Egypte, de meet- en documentatiecentra van het National Institute of Science and Technology in de Filipijnen, het Onderzoeksinstituut voor sociale wetenschappen in India en het regionale opleidingscentrum voor docenten van leraren aan de University of the Philippines. Ook was ze verantwoordelijk voor het opzetten van het Aziatische Jeugd Instituut en de Federatie van Aziatische Vrouwen Associaties. Ook na hij pensioen bleef ze zich inzetten voor de Nationale UNESCO Commissie.
Pecson kreeg vele onderscheiding voor haar werk, zoals de Pro Patria Presidential Award, de Spaanse onderscheiding Gran Cruz de Alfonso el Sabio en de 1964 Outstanding Award op het gebied van onderwijs. Ze was getrouwd met Potenciano Pecson, een rechter van het Hof van beroep.
- International Standard Name Identifier: 0000 0000 4175 9022
- Library of Congress Control Number: no2001044729
- Virtual International Authority File: 61195748
- WorldCat: E39PBJh8VFYHxrHC9bpQrMfwmd